# Théorie du vol d'oies sauvages

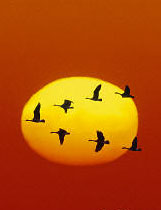
Un vol d'oies sauvages.

La théorie du vol d'oies sauvages (en japonais : 雁行形態論, romaji : Gankō keitai-ron) est une théorie économique proposée par l'économiste japonais Kaname Akamatsu en 1937, et complétée par Shinohara en 1982. 
Cette théorie décrit un modèle de développement économique qui vise à développer fortement l'industrie en partant d'une base modeste. C'est une théorie similaire au modèle d'« industrie industrialisante » décrit par Gérard Destanne de Bernis.

## Origines
L'économiste japonais Kaname Akamatsu publie en 1937 un article dans le Journal of Developing Economies. Il y défend un modèle de développement économique, particulièrement approprié pour l'Asie, qui assure une industrialisation par étapes en partant d'une base particulièrement modeste, à savoir un pays à dominante agraire et pauvre. Un pays se développant, il abandonne certaines industries à des pays périphériques, qui, en exportant à leur tour, s'enrichissent, ce qui induit une croissance par grandes vagues.
Akamatsu pense son modèle à partir du cas du Japon. En étudiant le développement de l'industrie textile japonaise durant l'ère Meiji, il remarque que la courbe des exportations reproduit une sorte de cloche évoquant le vol des oies sauvages japonaises. En 1943, il écrit à nouveau sur ce modèle, en estimant qu'il pourra servir au Japon à être l'épicentre d'une sphère de coprospérité.

## Modèle
La théorie du vol d'oies sauvages est un modèle d'industrialisation applicable à un pays pauvre et sous-développé. Un tel pays doit, dans un premier temps, initier un processus d'industrialisation sur un produit à faible technicité, qui ne requiert pas des investissements importants. Il en devient exportateur, ce qui assure une entrée de revenus qui couvre les dépenses engagées. Le surplus de revenus est ensuite utilisé pour investir dans un produit à plus haute valeur ajoutée. Cet « abandon » permet à un autre pays, moins riche encore, d'entamer son propre processus d'industrialisation en en devenant exportateur, et ainsi de suite.
Le modèle se caractérise par conséquent par la succession de trois phases distinctes. Dans une première, le pays pauvre importe le produit ; puis il substitue la production nationale aux importations ; enfin, il exporte le produit, réalisant ainsi son industrialisation. Enfin, dans une quatrième et ultime phase, le pays abandonne le produit pour se tourner vers d'autres à plus forte valeur ajoutée. 
Cette quatrième phase a toutefois pour conséquence la délocalisation de ces activités vers d'autres pays à bas coûts. Ces pays-là s'insèrent à leur tour dans le modèle du vol d'oies sauvages. 

## Historique
La théorie du vol d'oies sauvages a été adoptée par le Japon qui, à partir des années 1960, contribue à l'industrialisation des nouveaux pays industrialisés (NPI) de la première génération (Corée du Sud, Hong Kong, Singapour, Taïwan) par le transfert des activités à faible valeur ajoutée vers ces pays. Le Japon se concentre pour sa part sur des produits industriels plus rentables, à plus forte valeur ajoutée. Dans les années 1980, une deuxième génération de NPI (Indonésie, Malaisie, Philippines, Thaïlande) apparaît. Il s'agit des nouveaux tigres d'Asie. 
L'industrialisation de la République populaire de Chine est un cas singulier qui, s'il s'appuie sur d'autres éléments, doit en partie son insertion récente dans l'économie mondiale à la théorie du vol d'oies sauvages. Ce phénomène de « vol des oies sauvages » a notamment été permis en Chine avec la création, dans les années 1980, de zones franches chinoises et l'appui du Fonds monétaire international (FMI) pour inciter les pays communistes à s'industrialiser.
On continue cependant de trouver dans cette région qui profite actuellement d'un essor mondial, des pays à l'écart du « vol ». Ainsi, l'Asie compte un certain nombre de pays à très faible niveau de développement dont neuf PMA (pays les moins avancés) — à savoir l'Afghanistan, le Bhoutan, le Cambodge, le Laos, le Birmanie, le Népal, le Timor Oriental et le Yémen — qui continuent de souffrir d'un sous-développement et d'une intégration très faible à la mondialisation. Ces pays manquent le plus souvent d'atouts géographiques (enclavement, peu de ressources, faible superficie) ou socio-politiques (paix civile, cadre législatif favorable aux entreprises, etc). Cependant, les projets de Routes de la Soie (One Belt One Road) chinois pourraient permettre à certains d'entre eux, notamment le Laos et surtout la Birmanie de s'insérer davantage dans la mondialisation ; l'émergence de corridors de croissance tels que le corridor Kunming-Rangoon semblant appeler à l'entrée de la Birmanie dans le vol d'oies sauvages, d'une part en favorisant le redéploiement d'activités industrielles de la Chine vers la Birmanie, d'autre part en améliorant le réseau d'infrastructures birman tant dans sa desserte interne qu'externe.